# Centro histórico de Nápoles
El centro histórico de Nápoles es un espacio urbano antiguo influenciado por las diferentes culturas que lo habitaron o gobernaron en el curso de los siglos y que dejaron su marca en la arquitectura y el diseño urbano napolitano. Fue declarado Patrimonio de la Humanidad por la Unesco en 1995 con la siguiente motivación:

Se trata de una de las ciudades más antiguas de Europa, cuyo tejido urbano contemporáneo conserva los elementos de su historia rica de acontecimientos. El trazado de sus calles y la riqueza de sus edificios históricos, que caracterizan diferentes épocas, confieren al sitio un valor universal sin igual, que ha ejercido una profunda influencia en gran parte de Europa y fuera de sus fronteras.

## Descripción

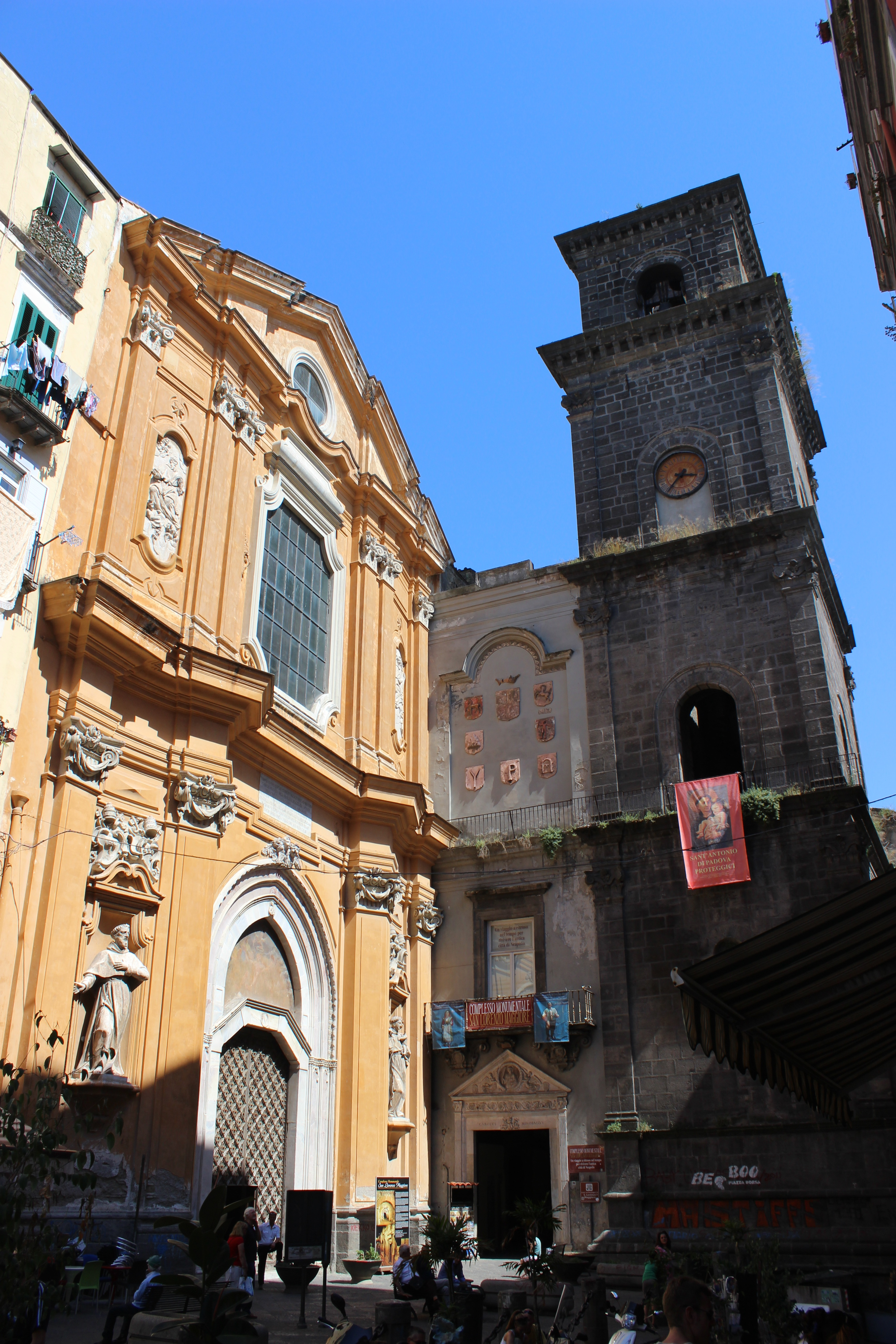
Basílica de San Lorenzo Maggiore.

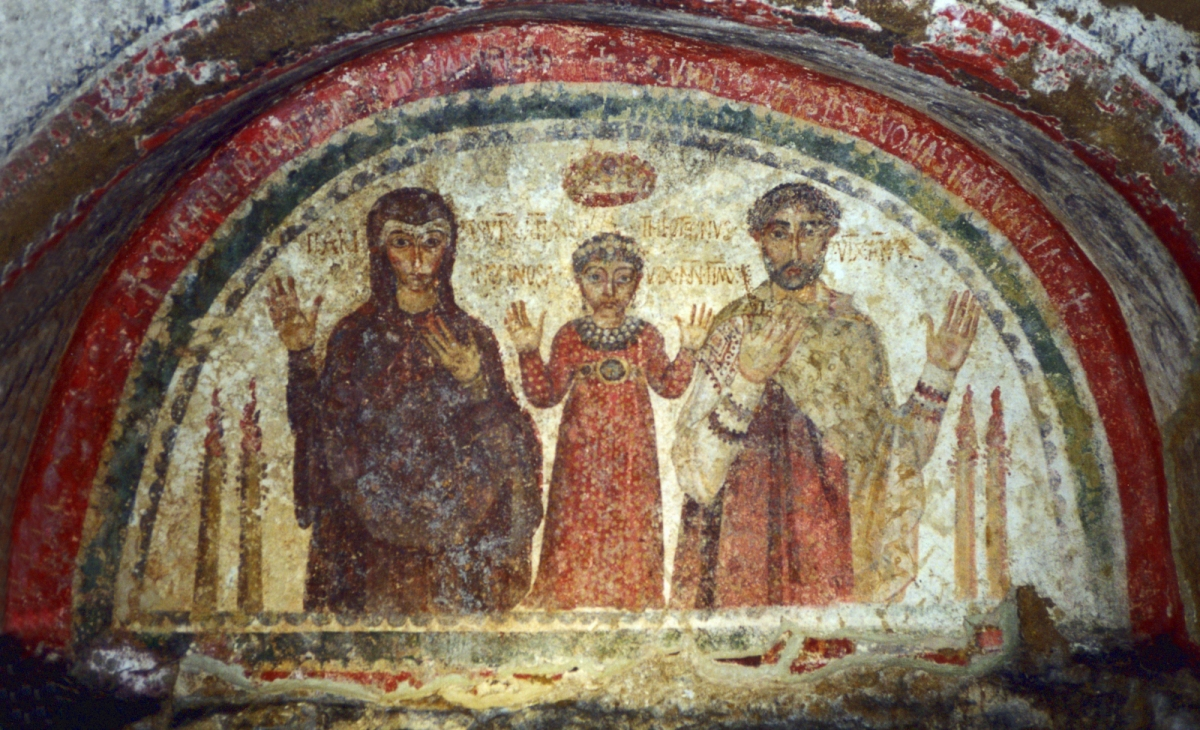
Fresco de las catacumbas de San Gennaro.

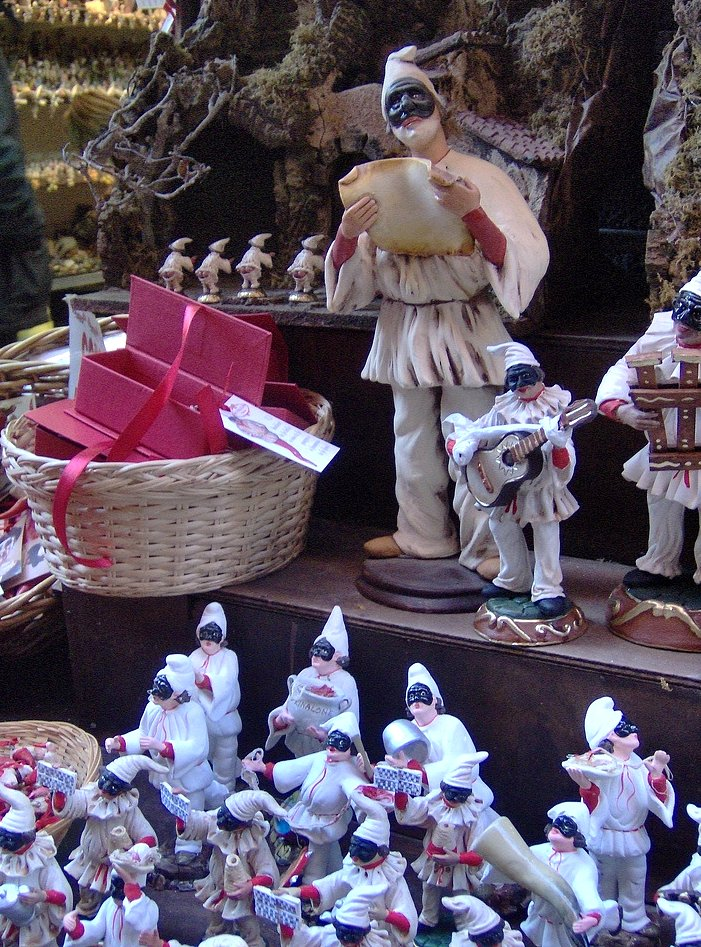
Estatuillas de Pulcinella (Polichinela), via San Gregorio Armeno.

Situado sobre el golfo de Nápoles, conserva las marcas de casi tres milenios de historia con su fundación griega, su desarrollo romano y su administración federiciana, angevina, aragonesa y borbónica. Con una superficie de 1700 hectáreas, es el centro histórico más vasto de Italia y uno de los amplios de Europa y tiene la particularidad de conservar casi en su totalidad su unidad y su diseño urbano original.
El área considerada patrimonio de la UNESCO se extiende por aproximadamente 10,21 km² y contiene los siguientes barrios: Avvocata, Montecalvario, San Giuseppe, Porto, Pendino, Mercato, Stella, San Carlo all'Arena, Chiaia, San Ferdinando,  San Lorenzo, Vicaria y parte de las colinas de Vomero y Posillipo.
La ciudad tiene dos núcleos primitivos: el primero es Pizzofalcone en el cual nació la ciudad de Parténope, mientras que el segundo es la zona de los Decumanos, donde emergió Neapolis (ciudad nueva). En este último en particular todavía quedan obeliscos, monasterios y claustros antiguos. También hay una treintena de museos (entre ellos el Museo Arqueológico Nacional de Nápoles), ruinas de los muros del recinto original del cuarto siglo antes de cristo, catacumbas y se han hecho excavaciones que encontraron ruinas romanas y griegas, bajo relieves, frisos de monumentos, y columnas medievales de palacios históricos.
El centro de Nápoles se caracteriza por sus iglesias históricas (más de 200 solo en la zona de los Decumanos) entre las cuales se destacan el Duomo di Napoli o Cattedrale metropolitana di Santa Maria Assunta, San Giorgio Maggiore y San Giovanni Maggiore con elementos arquitectónicos que se remontan hasta los siglos IV y V antes de Cristo. Bajo el reino de los reyes angevinos, el urbanismo se ve influenciado por la arquitectura gótica, principalmente francesa que se afirma sobre los edificios religiosos como la nueva catedral, la Basílica de San Lorenzo Maggiore, la Basílica Santa Clara, así como otros edificios seculares como el Castel Capuano y el Castel Nuovo. En la época aragonesa, en el siglo XVI un gran número de estructuras, civiles y religiosas, se construyeron o reconstruyeron durante la fortificación de las murallas como el palacio real, varios palacios, iglesias del Gesù Nuovo, de San Paolo Maggiore, el colegio jesuita de Capodimonte, entre otros. El castel dell'Ovo, transformado en fortaleza por los normandos en el siglo XII, toma su forma actual a finales del siglo XVII.
Además de sus innumerables edificios históricos y obras artísticas, también es típica la atmósfera ruidosa y animada y el olor a horno de leña de las trattorias nos recuerdan que en este lugar nació la pizza Margherita, probablemente una de las pizzas más conocidas del mundo. En Navidad, una de las tradiciones seculares es el mercado artesanal, cuyo centro es la Via San Gregorio Armeno. Uno de los elementos típicos del centro histórico son los panni stesi (en español: ropa tendida), que se pueden encontrar todo el año.

## Eventos importantes[6]
- El 17 de enero, durante la fiesta de San Antonio Abad, los napolitanos juntan todos los escombros de madera y forman hogueras en las calles y plazas.
- El sábado que precede al primer domingo de mayo se realiza la tradicional fiesta de San Jenaro, que da lugar a una gran procesión de estatuas y que culmina con el milagro de la licuefacción de la sangre del santo. Durante el resto del año las estatuas se conservan en el Duomo.
- En junio, el Castel Sant'Elmo recibe durante una semana el Napoli Film Festival, festival de cine, dedicado a los jóvenes talentos del cine napolitano así como a largometrajes y documentales internacionales.
- Las celebraciones de la Madonna del Carmine tienen lugar el 16 de julio y se prolongan durante una semana. Las celebraciones terminan con el famoso espectáculo pirotécnico que rodea al campanario de la iglesia de la Madonna del Carmine, de una altura de 75 metros (el más alto de la ciudad).
- Entre noviembre y diciembre, se desarrolla el dinámico y característico mercado de los santos de Navidad en la Via San Gregorio Armeno y en las calles adyacentes a la iglesia. En este mercado se pueden encontrar estatuillas para pesebres de todas las dimensiones

## Protección
La zona del Centro histórico se encuentra bajo la jurisdicción del plan de urbanismo del 31 de marzo de 1972. Todos los trabajos efectuados en esta zona deben someterse a los órganos de protección del patrimonio nacional y regional según las leyes n°1089 del 1 de junio de 1939 y n° 47 del 28 de febrero de 1985. Con el fin de conservar la autenticidad del sitio, los materiales de restauración como el mármol blanco, la toba amarilla y el piperno gris son extraídos de las canteras originales y trabajados de forma esencialmente tradicional.

## Galería de imágenes

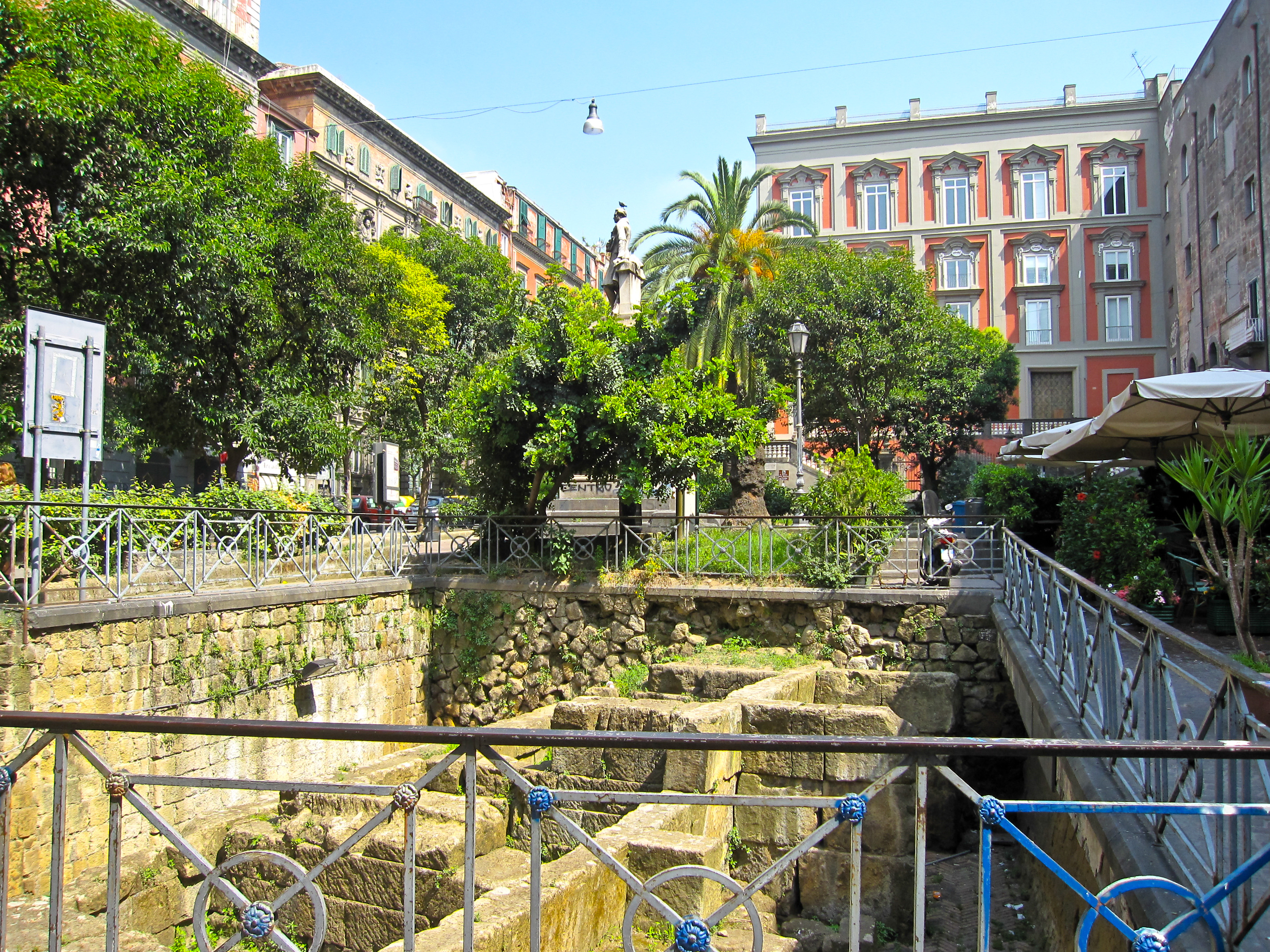
Piazza Bellini
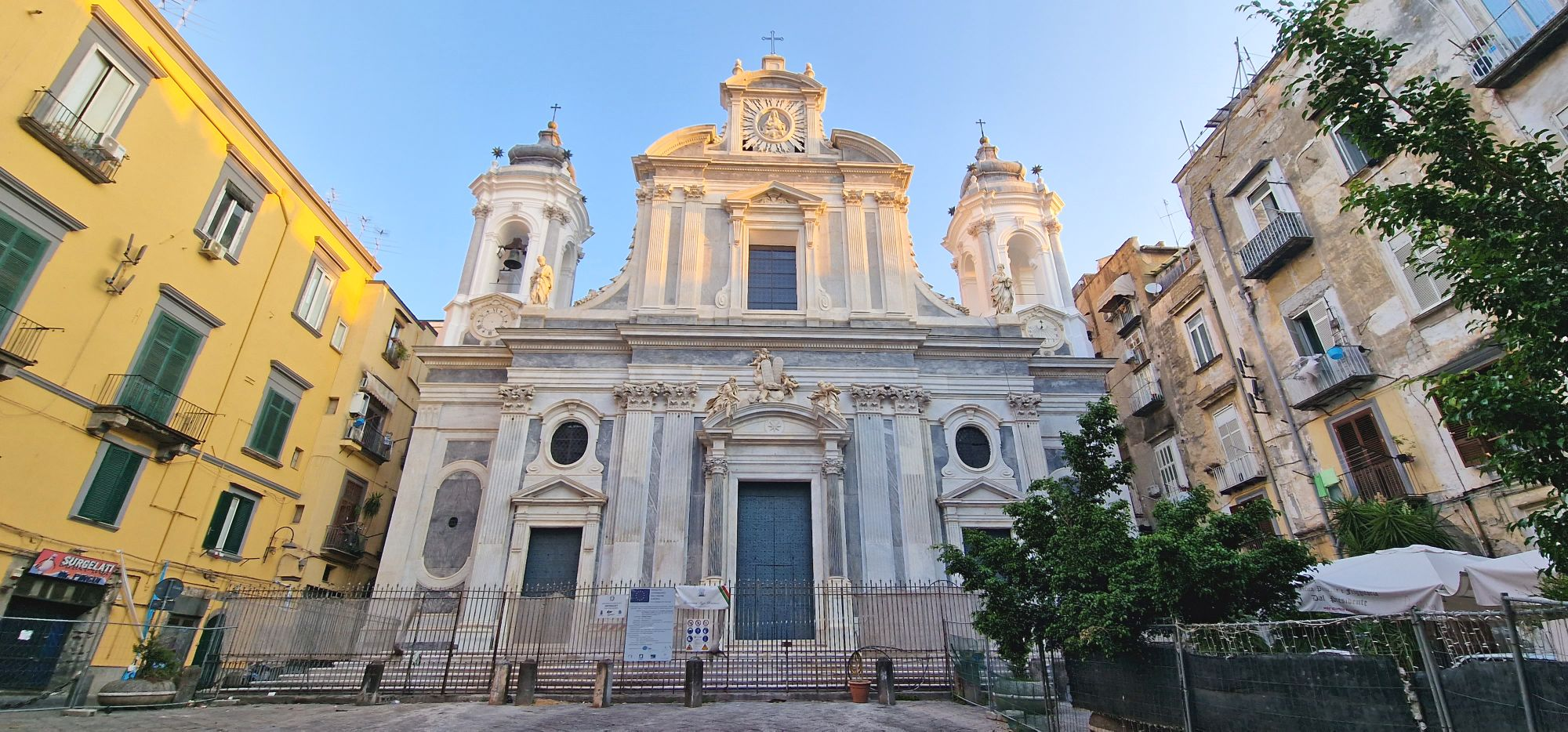
Iglesia de Girolamini
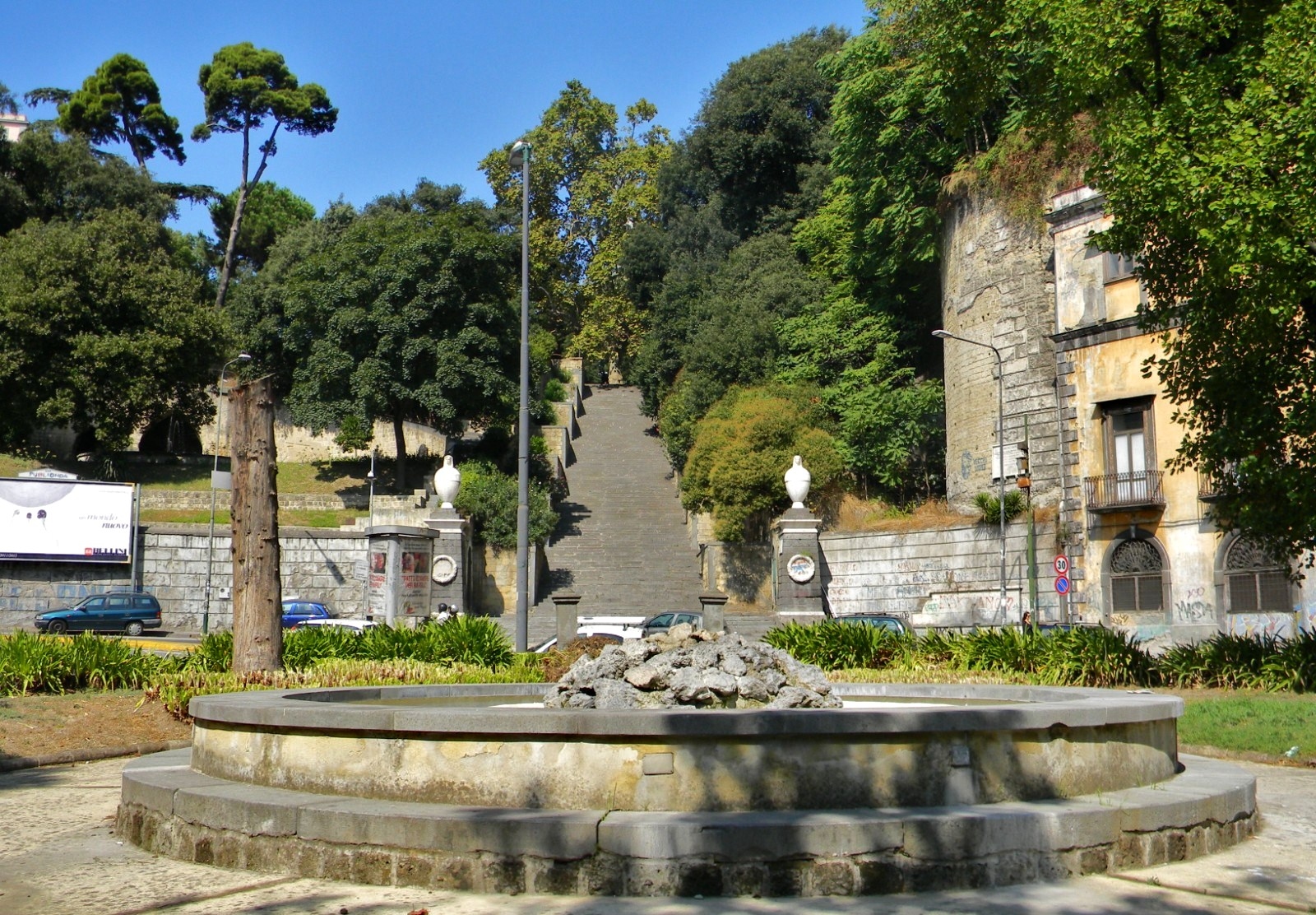
Tondo de Capodimonte
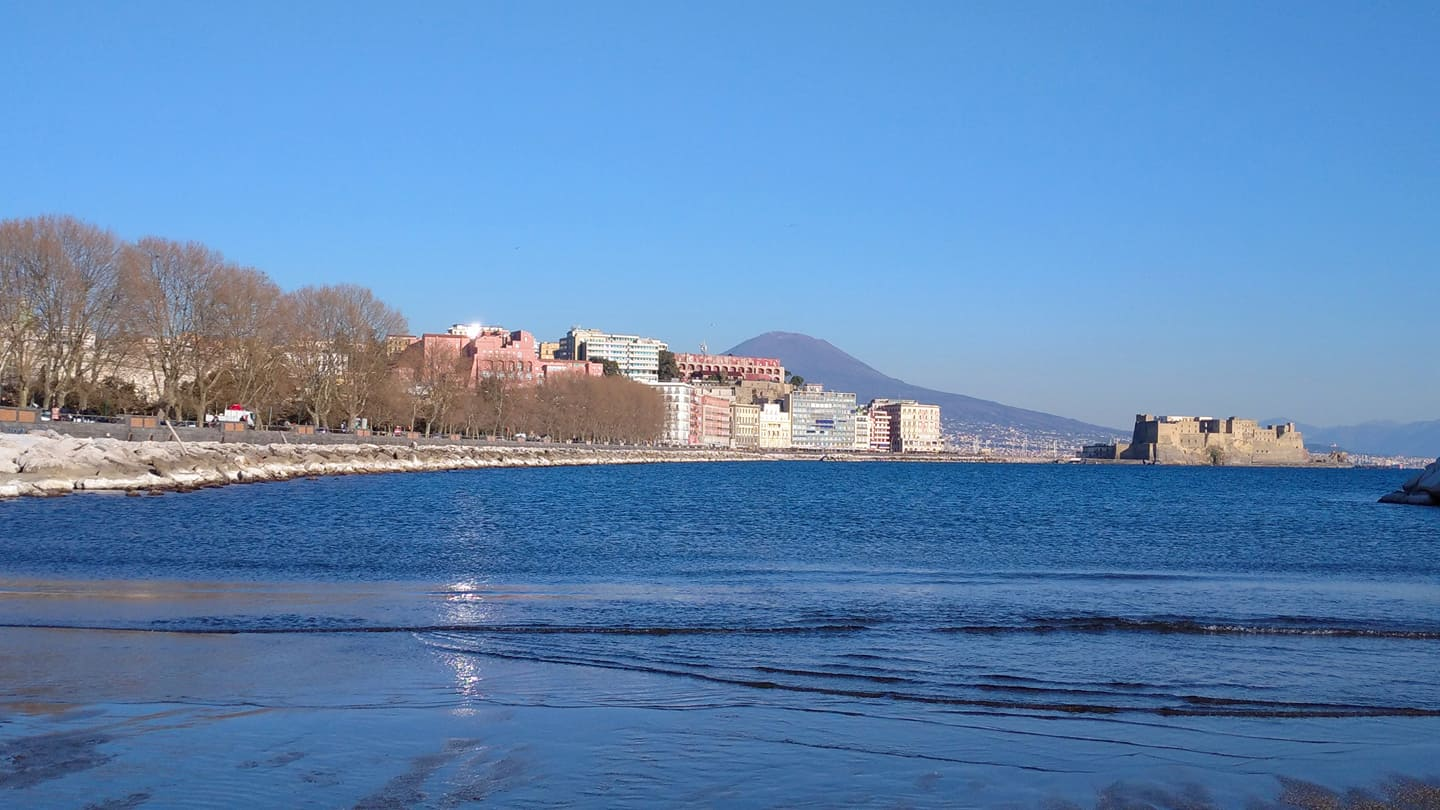
Via Francesco Caracciolo
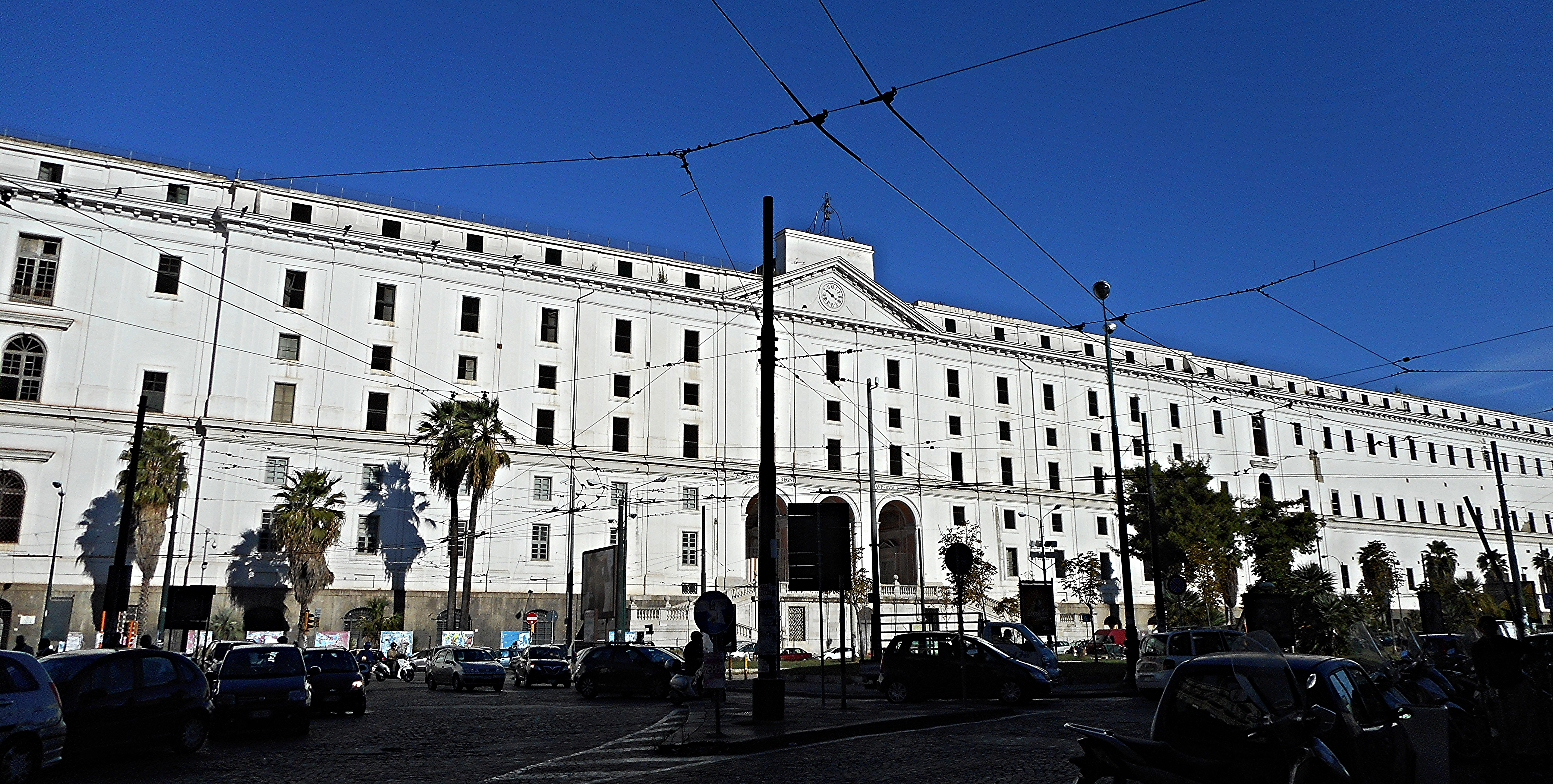
Real Albergo dei Poveri
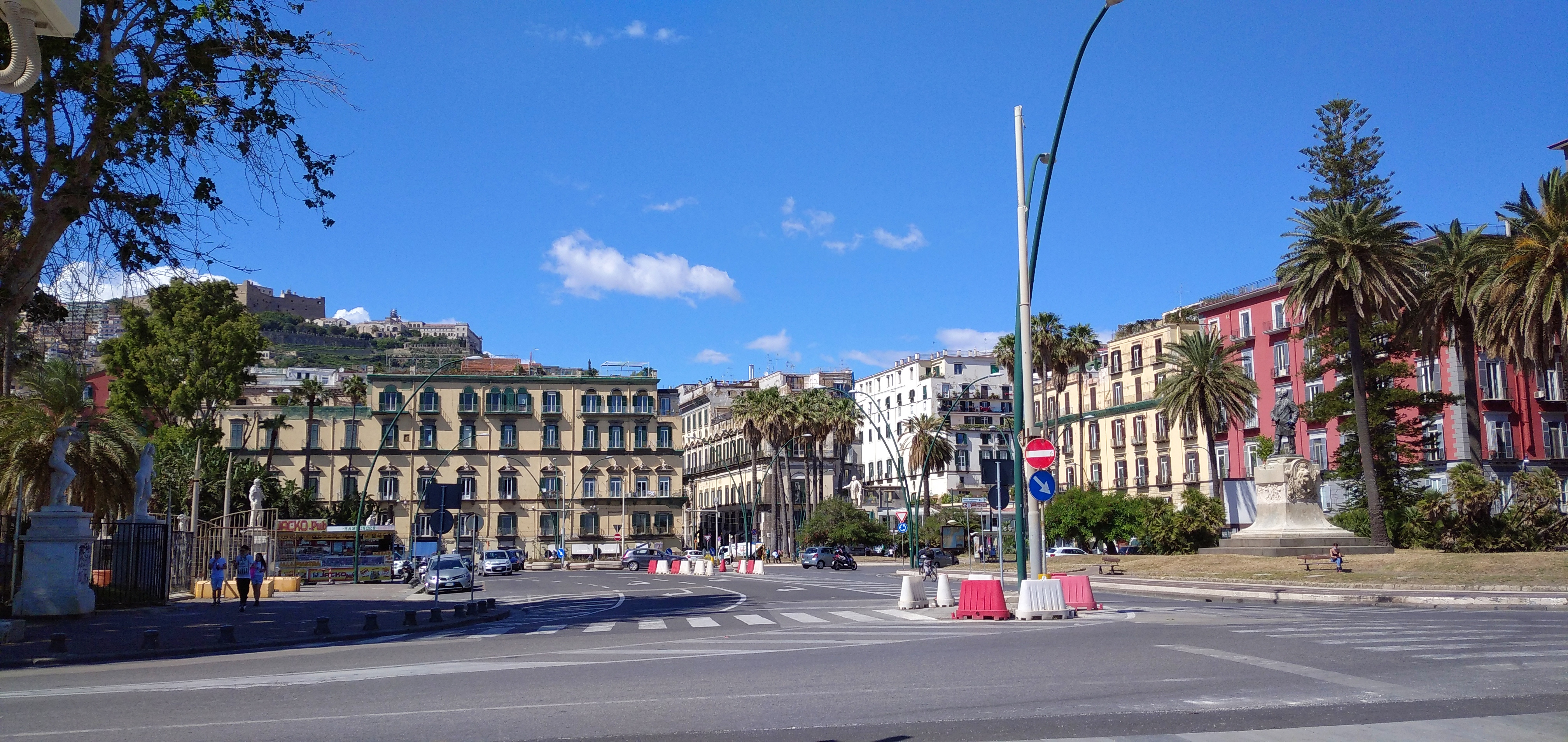
Piazza della Vittoria
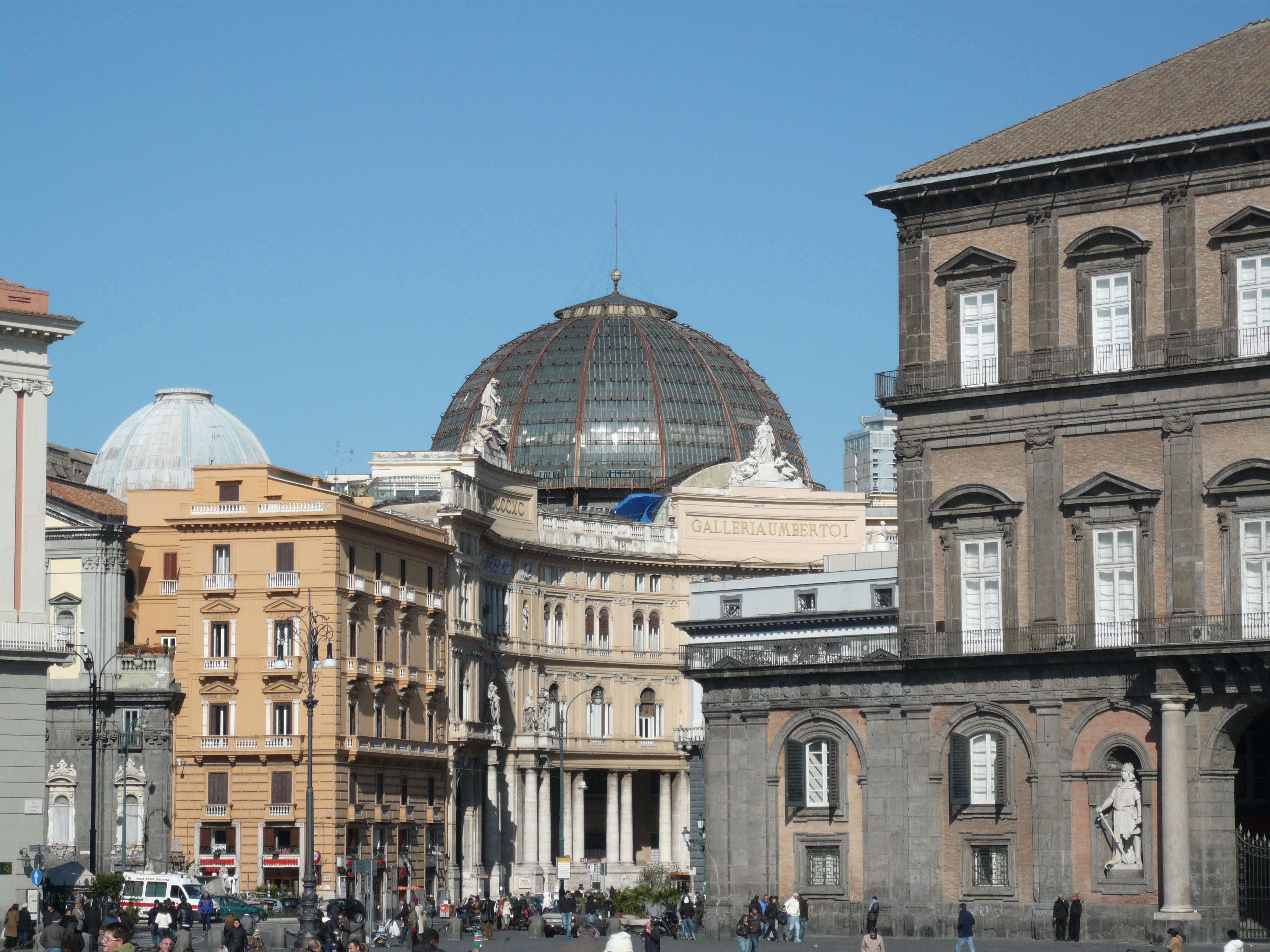
Galleria Umberto I
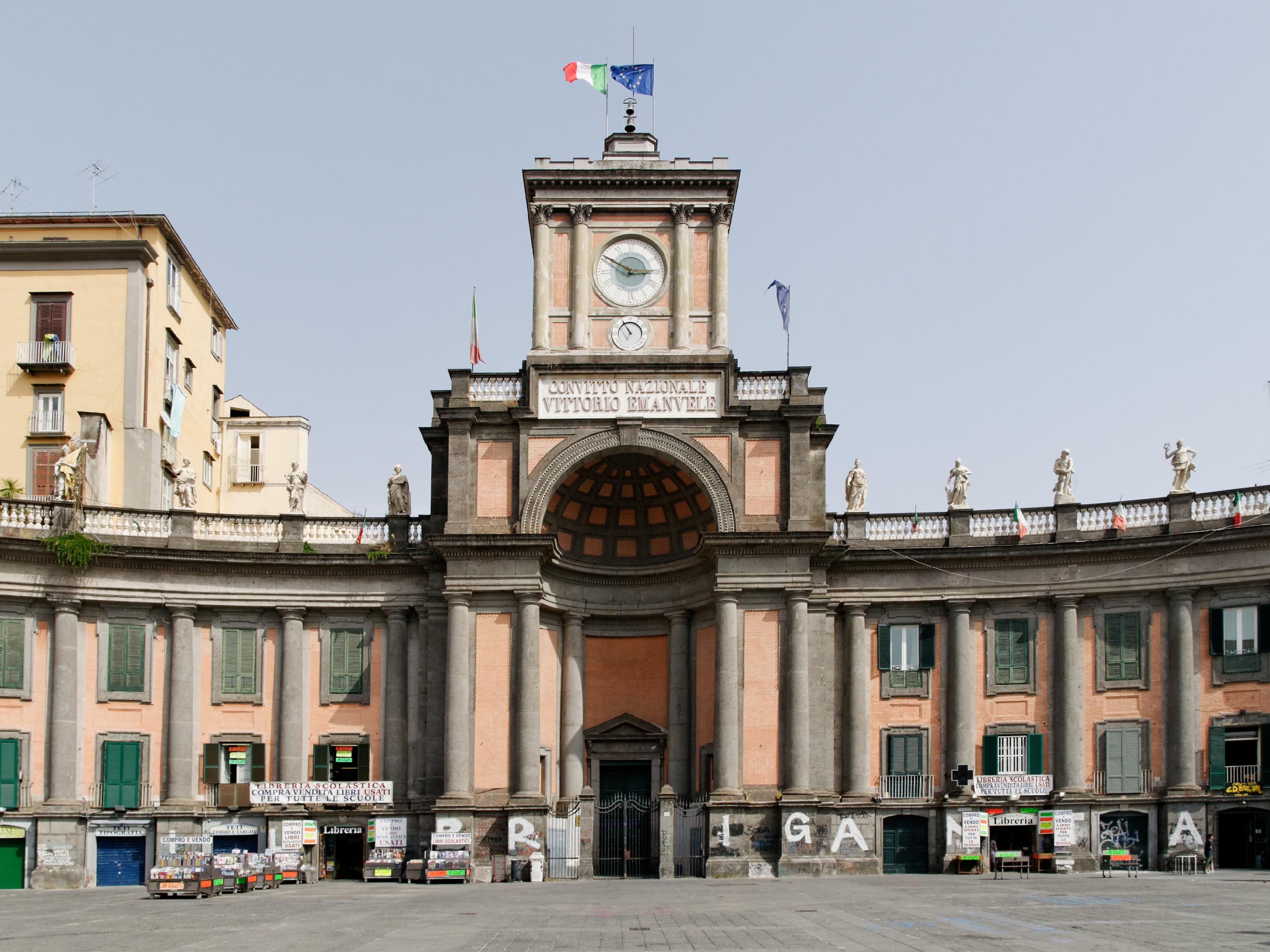
Foro Carolino
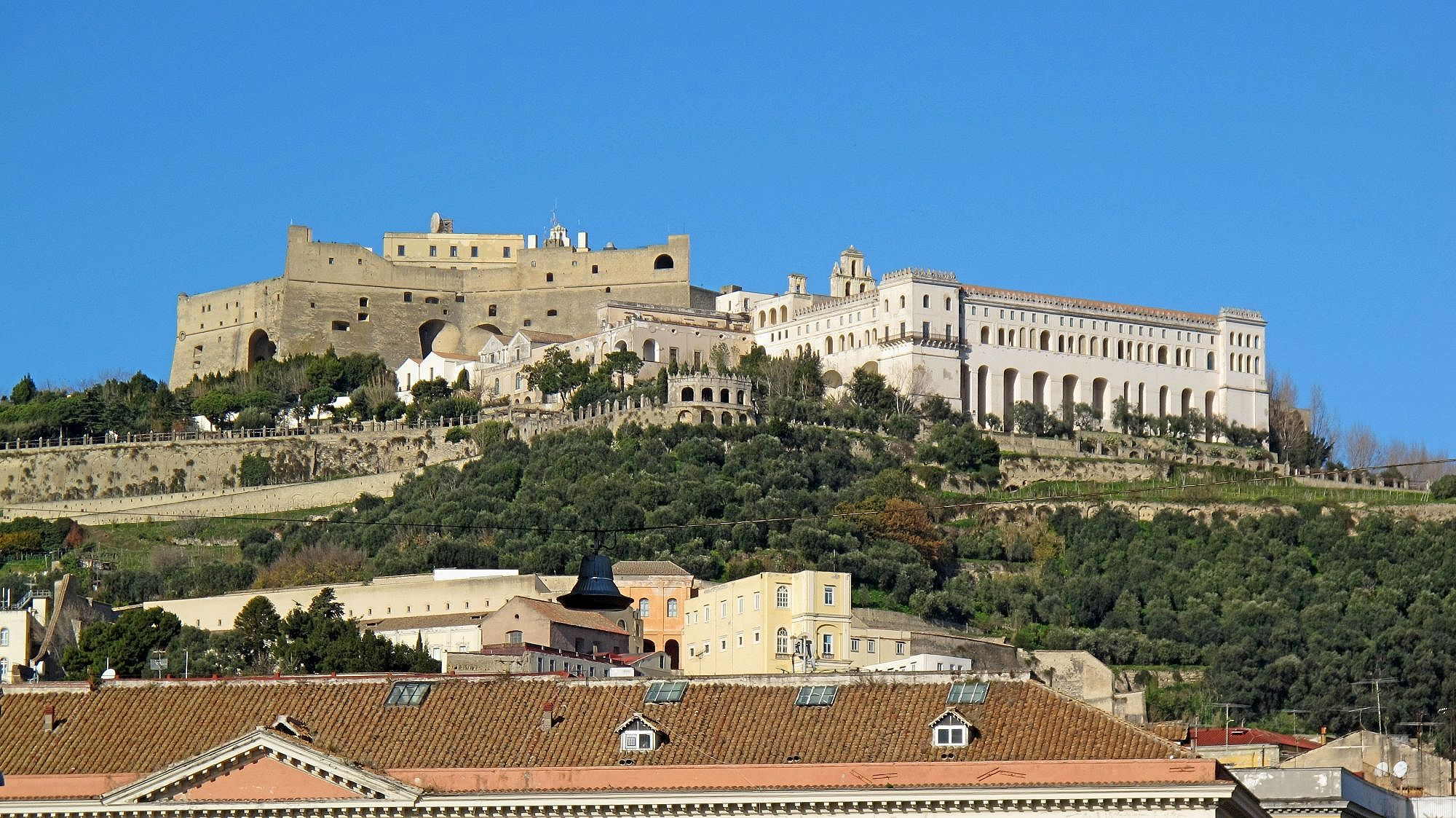
Cartuja de San Martino
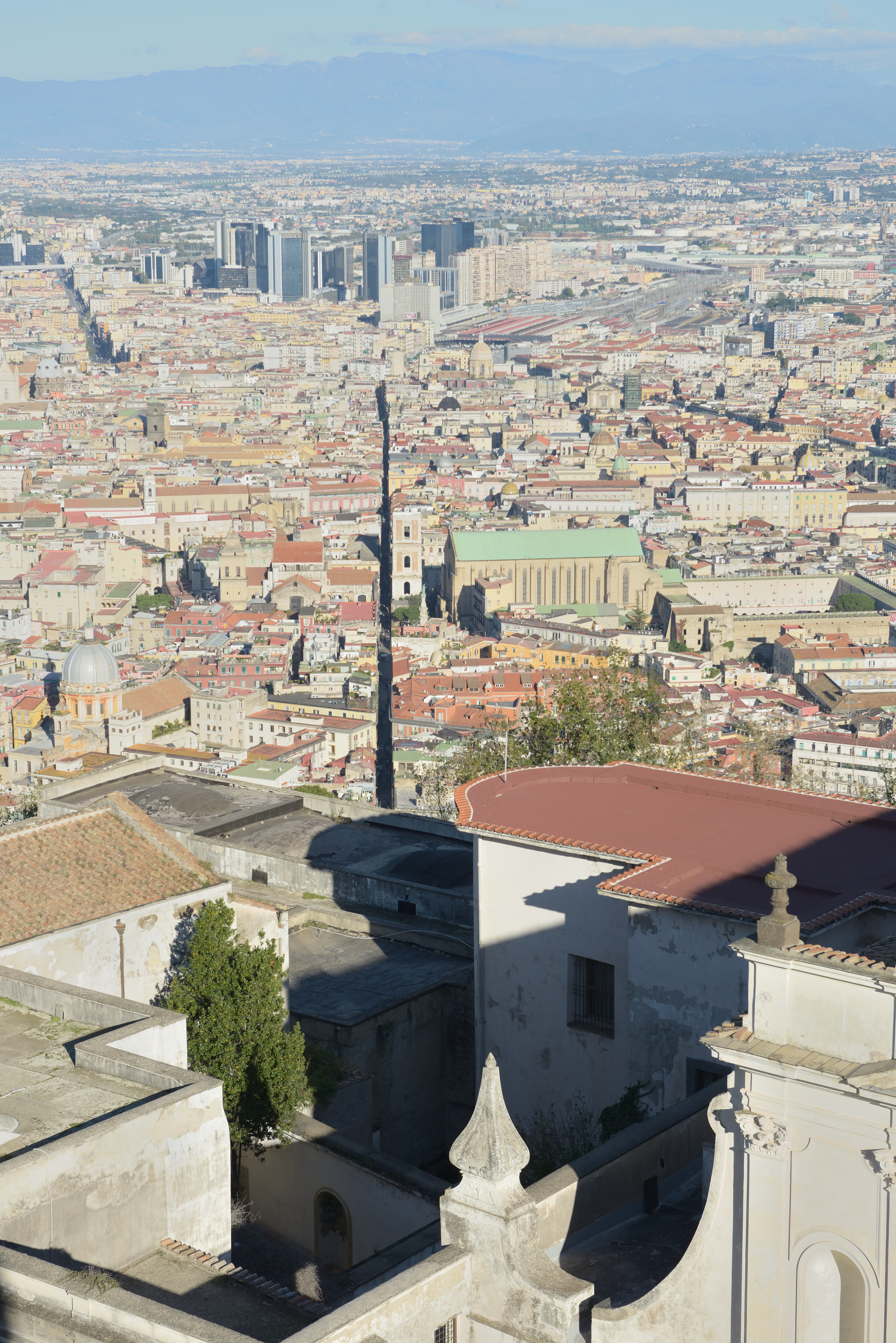
Decumano inferior (Spaccanapoli)
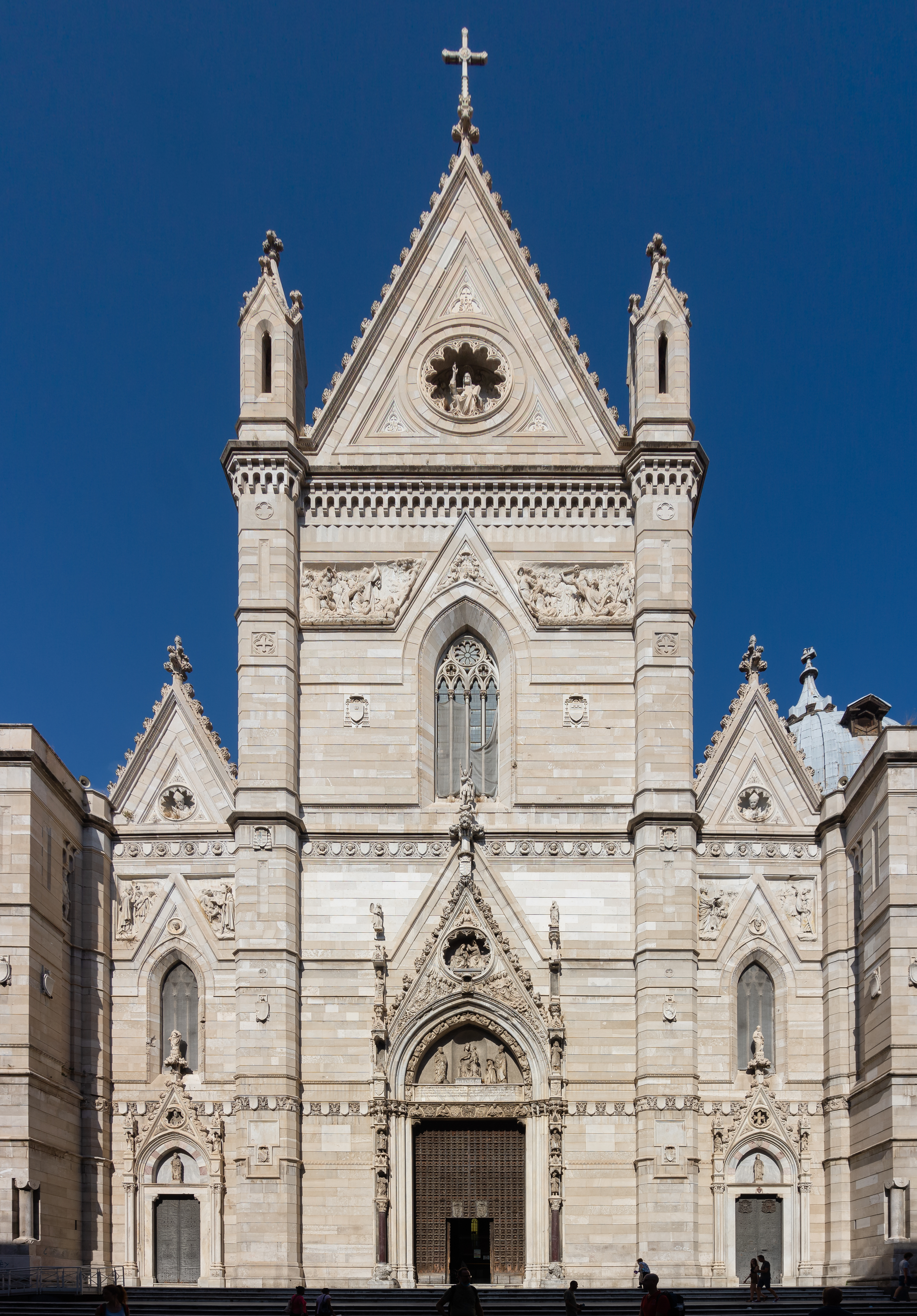
Catedral
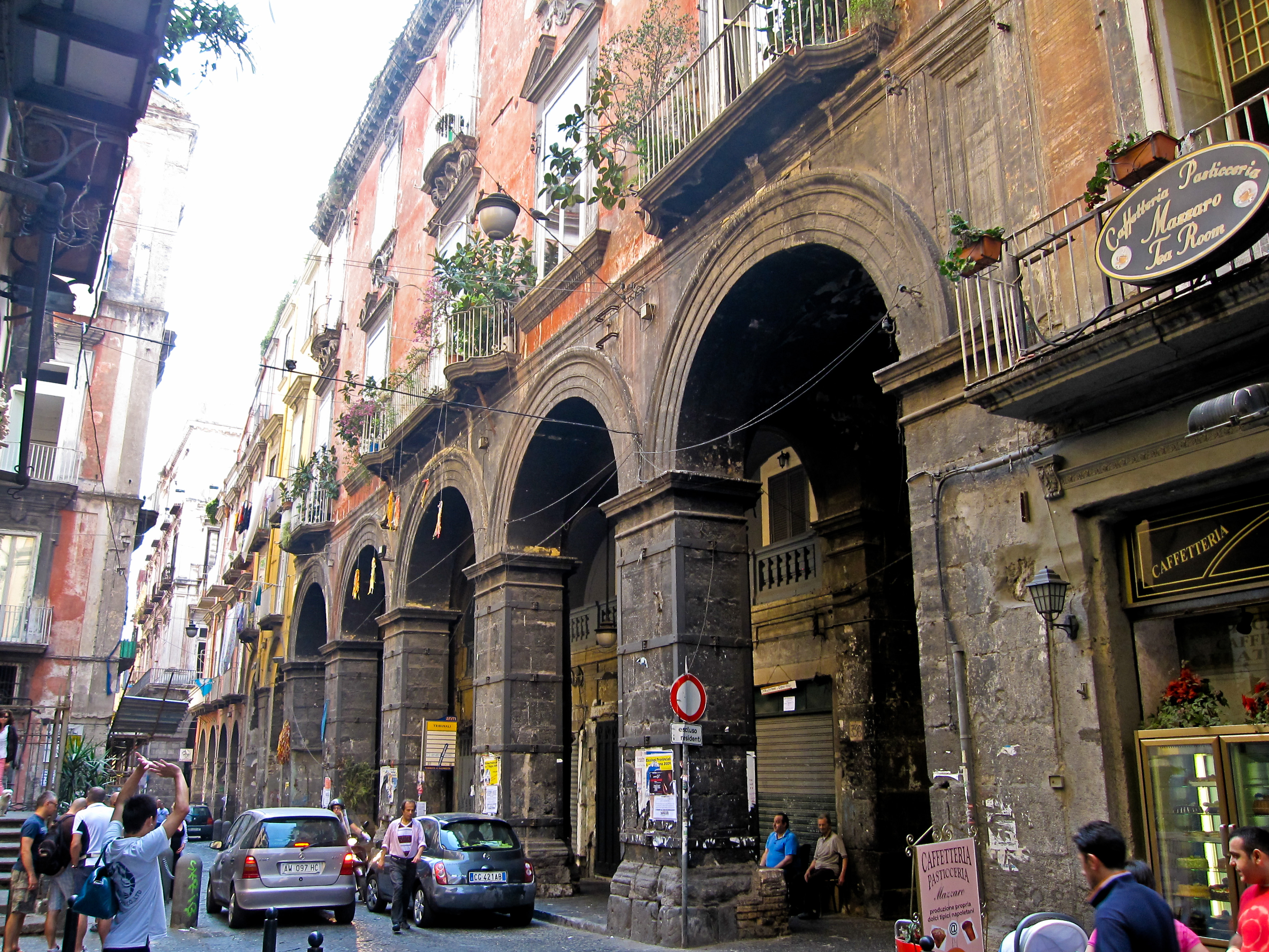
Decumano mayor